# 安達泰盛
安達 泰盛（あだち やすもり）は、鎌倉時代中期の武将。鎌倉幕府の有力御家人で流人時代から源頼朝の側近として仕えた安達盛長の曾孫である。上野、肥後の守護。安達義景の三男（嫡男）。評定衆、御恩奉行。
鎌倉幕府第8代執権・北条時宗を外戚として支え、幕府の重職を歴任する。元寇・御家人の零細化・北条氏による得宗専制体制など、御家人制度の根幹が変質していく中で、その立て直しを図り、時宗死後に弘安徳政と呼ばれる幕政改革を行うが、内管領・平頼綱との対立により、霜月騒動で一族と共に滅ぼされた。
元寇にあたって御恩奉行を務め、自邸で竹崎季長の訴えを聞く姿が『蒙古襲来絵詞』に描かれている。

## 生涯

### 青年期
寛喜3年（1231年）、安達義景の三男として誕生。母は甲斐源氏の一族伴野（小笠原）時長の娘。父・義景は22歳、2人の兄がいるが、泰盛は当初から安達氏嫡子の呼び名である「九郎」を名乗っており、安達家の跡継ぎとして周知されていた。生まれた当時、幕府は第3代執権・北条泰時の時代で、泰時の孫で泰盛の従兄弟にあたる第5代執権・時頼の4歳下でほぼ同世代である。
『吾妻鏡』における初見は泰盛が当時15歳であった寛元2年（1244年）6月17日条で、父義景の代役で大番役を務める上野国の御家人らの番頭として上洛した記録である。この記述に｢城九郎泰盛｣の名が明確に見られることから、この時までに元服している筈であり、｢泰｣の字が付いていることから、仁治3年6月15日（1242年7月14日）まで執権であった北条泰時から偏諱を受けたことが分かる。弓馬に優れた泰盛は将軍興行の遠笠懸、犬追物などの射手として頻繁に名が見える。泰盛17歳の宝治元年（1247年）、有力御家人三浦氏と執権・北条時頼の対立による宝治合戦が起こり、祖父・景盛の叱咤を受けた泰盛は、安達家の命運を賭けた戦いの先鋒として戦った。三浦氏の滅亡により、執権北条氏の外戚として時頼政権を支える安達氏の地位が確立した。
建長5年（1253年）6月に義景が死去し、泰盛は23歳で家督を継いで秋田城介に任ずる。父の後を受けて一番引付衆となり、康元元年（1256年）には5番引付頭人、同時に評定衆となって執権時頼を補佐した。翌康元2年（1257年）には、甘縄の安達邸で誕生した時頼の嫡子・時宗の元服の際には烏帽子を持参する役を務める。父の死の前年に産まれた異母妹（覚山尼）を猶子として養育し、弘長元年（1261年）に時宗に嫁がせて北条得宗家との関係を強固なものとした。弘長3年（1263年）に時頼が没すると、泰盛は時宗が成人するまでの中継ぎとして執権となった北条政村や北条実時と共に得宗時宗を支え、幕政を主導する中枢の一人となる。文永元年（1264年）から同3年まで実時と共に越訴頭人を務める。

### 蒙古襲来期
文永3年（1266年）6月、連署時宗邸で執権政村・実時・泰盛による「深秘の沙汰」が行われ、将軍・宗尊親王の帰洛が定められた。代わって3歳の惟康王が新将軍として擁立される。幼少の惟康を将軍につけることで時宗の権力を固める意図であった。泰盛は将軍への救心性を持ちながらも時宗を支持したと見られる。文永5年（1268年）、幕府が蒙古襲来の危機を迎える中、18歳で時宗が執権となる。
泰盛は文永11年（1274年）の文永の役後に御恩奉行となり、将軍・源惟康の安堵の実務を代行した。得宗家との親密な関係の一方、将軍・宗尊親王、源惟康との関係も密接であり、将軍の親衛軍、側近の名簿には必ず泰盛の名が見える。第3代将軍・源実朝の未亡人西八条禅尼は、文永9年（1272年）に実朝の菩提寺照心院に宛てた置文に、寺の諸問題が起きた時には、実朝に志し深かった安達景盛の孫である泰盛を頼るように記しており、京都の貴族層と将軍の仲立ちを務めていた。
時宗は文永9年（1272年）2月の二月騒動で同族内の対抗勢力を排除して得宗独裁の強化を図り、安達家でも、泰盛の庶兄の安達頼景が所領2か所没収を命じられた。文永10年（1273年）に宿老政村が死去、実時もこの頃に引退・死去しており、文永年間以前まで見られた北条一門は寄合衆のメンバーから消え、得宗家被官である御内人が台頭してくる。建治年間の寄合衆メンバーは御内人の平頼綱、諏訪真性、文官の三善康有などで御家人は泰盛のみであった。時宗政権を支えた二本柱は頼綱を筆頭とする得宗被官と、外戚で外様御家人の安達氏を代表する泰盛であったが、御内人と外様御家人という両者が時宗と結ぶ関係のあり方は対照的で、両者の対立は必然であった。
建治元年（1275年）京都若宮八幡宮社の新宮建築に当たり、御家人に費用の捻出が求められるが、泰盛は北条氏一門（500貫～200貫）、足利氏（200貫）、大江長井氏（180貫）に次いで多い、150貫の費用を提供した。建治3年（1277年）12月、時宗の嫡子・貞時の元服に際し、泰盛は烏帽子を持参する役を務めてその後見となる。弘安4年（1281年）の弘安の役後、弘安5年（1282年）、52歳の泰盛は秋田城介を嫡子宗景に譲り、代わって陸奥守に任じられる。陸奥守は幕府初期の大江広元、足利義氏を除いて北条氏のみが独占してきた官途であり、泰盛の地位上昇と共に安達一族が引付衆、評定衆に進出し、北条一門と肩を並べるほどの勢力となっていた。

### 弘安改革
弘安7年（1284年）4月、元寇後の恩賞請求や訴訟が殺到し、再度の蒙古襲来の可能性など諸問題が山積する中で時宗が死去する。14歳の嫡子・貞時が7月に第9代・執権に就任した。時宗に追随して出家した泰盛は法名覚真と称し、幕政を主導する立場となると後に弘安徳政と呼ばれる幕政改革を行い、「新御式目」と呼ばれる新たな法令を矢継ぎ早に発布した。その規模と時期から見て、時宗存命中からその了承の元に準備されていたものと見られる。将軍権威の発揚を図り、引付衆などの吏員には職務の厳正と清廉を求めた。得宗には実務運営上の倫理を求め、御内人の幕政への介入を抑制する事、伊勢神宮や宇佐神宮と言った有力寺社領の回復に務める事、朝廷の徳政推進の支援などが行われた。これによって伝統的な秩序を回復させて社会不安の沈静化に務めると共に、本所一円地住人の御家人化を進めて幕府の基盤の拡大と安定を図り、幕府の影響力を寺社・朝廷にまで広げて幕府主導による政治運営の強化、国政改革を行おうとしたと考えられている。ほぼ同時期に京の朝廷でも亀山上皇による朝廷内改革・徳政が行われており、泰盛と上皇の連動性が指摘されている。だが、御内人の抑制ではその代表である内管領・平頼綱と対立し、性急な寺社領保護によって寺社への還付を命じられた一部御家人や公家の反感を招き、泰盛は次第に政治的に孤立していく事になる。

### 霜月騒動
翌弘安8年（1285年）、『保暦間記』によると、頼綱は泰盛の嫡子宗景が源姓を称した事をもって将軍になる野心ありと執権・貞時に讒言し、泰盛討伐の命を得た。合戦の状況を語る唯一の一次史料である『霜月騒動覚聞書』によると、11月17日、この日の午前中に松谷の別荘に居た泰盛は、周辺が騒がしくなった事に気付き、昼の12時頃、塔ノ辻にある出仕用の屋形に出向き、貞時邸に出仕した所を待ち構えていた御内人らに阻まれ、遂には武力衝突が勃発し、死者30名、負傷者10名余りに及んだ。
これを機に頼綱は泰盛謀反と称して、それを誅滅するための兵を発した。両勢は鎌倉市内で大規模な合戦を展開し、将軍御所が延焼された。安達一族は激しく抵抗するも虚しく、午後4時頃に大勢が決され、泰盛とその嫡子宗景、弟長景は討たれた。泰盛の末弟の時景は相模国飯山（現・厚木市）に逃亡したが殺害され、既に他家に嫁いだ女性を除き、泰盛の一族500名余りは尽く殺戮され、安達本宗家は根絶やしにされた。
騒動は全国に波及して各地で泰盛派が追討を受け、殺害された。安達氏の基盤である上野国・武蔵国の御家人の被害は多く、武蔵では武藤少卿左衛門、遠江国では泰盛の甥宗顕、常陸国では泰盛の弟重景、信濃国では伴野彦二郎盛時らが討死・自害。鎮西特殊合議訴訟機関（鎮西探題の前身）での実務にあたっていた泰盛の次子盛宗も岩門城で少弐経資に攻められて敗死した（岩門合戦）。これだけの数の御家人らが組織的な反抗を起こすことなく、一気に討伐・誅殺されたのは用意周到な計画の元で時間を定めて一斉に襲撃したためと見られる。
この霜月騒動と呼ばれる内乱の結果、平頼綱が実権を握り、泰盛を支持した幕府草創以来の有力御家人の多くが没落して得宗被官の長崎氏や文官の二階堂氏・長井氏が政治の中心となる。
頼綱は霜月騒動の7年後、平禅門の乱で貞時によって滅ぼされた。霜月騒動で失脚した御家人たちも徐々に復帰し、安達一族も泰盛の甥宗顕の子である時顕が安達家の家督を継承している。頼綱滅亡の翌年には騒動の罹災者の復権が進んだが、時顕が文保元年（1317年）に霜月騒動で討たれた父宗顕の33回忌供養を行った際の記録には、その頃まで泰盛の供養がタブーであった事が記されている。

## 人物

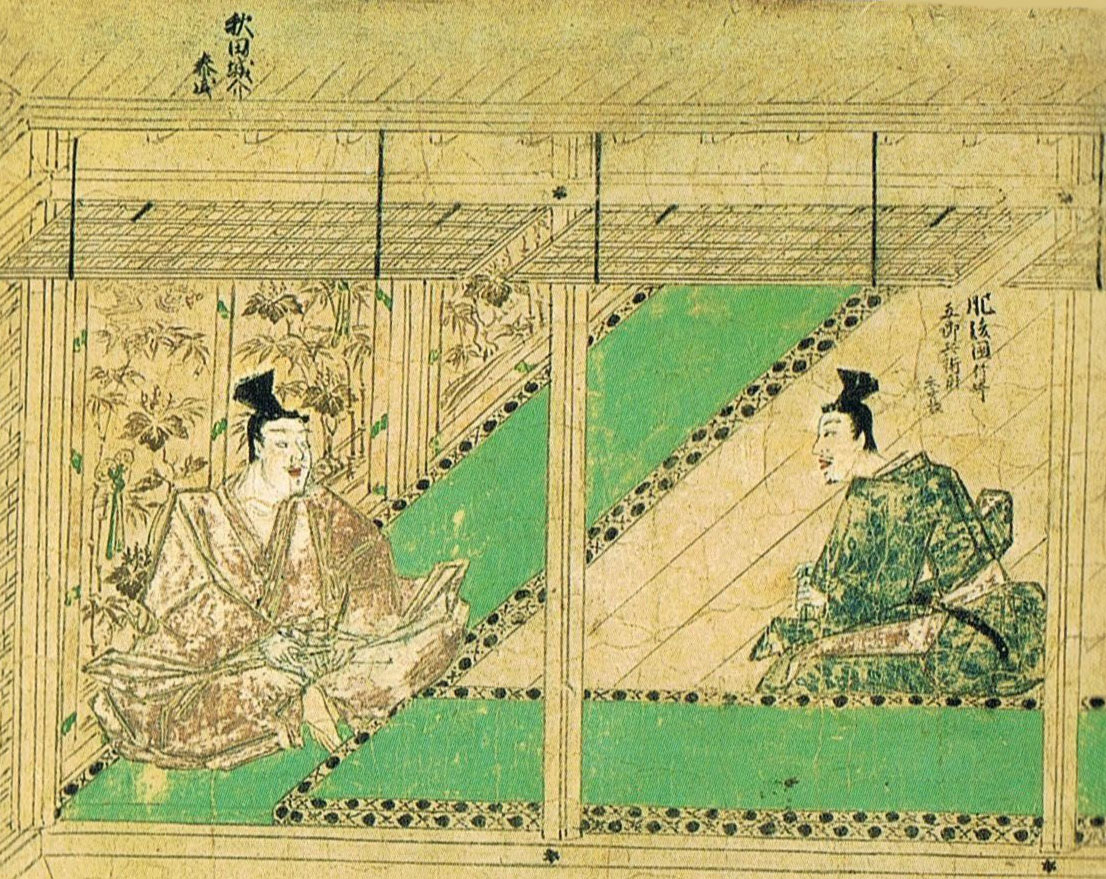
蒙古襲来絵詞の泰盛と竹崎季長

文化面では後嵯峨院から漢籍を下賜されるなど親交が厚く、院の崩御の翌年である文永10年（1273年）に高野山奥院に院を追悼する石碑を建立している。京都的な教養を身につけた実務官僚としての側面もあり、公家書道の世尊寺流の秘伝の伝授を受け、18歳の頃に将軍文書の右筆を務めている。蹴鞠にも堪能であった。高野山町石道には泰盛の建立した町石が現在も残されており、木版による仏教書である高野本の刊行も行っている。信仰面では醍醐寺遍智院の実勝法印から関東において灌頂を受けている。
『蒙古襲来絵詞』には、肥後国の御家人竹崎季長が甘縄邸で御恩奉行であった泰盛に直訴する様子が描かれている。絵詞奧書の日付は泰盛を討った平頼綱が滅ぼされて泰盛派が復権した永仁元年（1293年）であり、絵詞は「やすもりの御事」という章段で締めくくられる。絵詞の制作は、恩を受けながら霜月騒動で泰盛方として戦う事のなかった季長の、泰盛らへの鎮魂と報謝が込められた挽歌であると考えられている。
『一遍聖絵』には「城の禅門の亡ける日は、聖（一遍）、因幡国におはしけるが、空を見たまいて、鎌倉におほきなる人の損ずるとおぼゆるぞとのたまひけり」と見え、「おおきなる人」というその人格を伝えている。仙台城内の青葉山に霜月騒動の翌々年の弘安10年（1287年）2月に建てられた高さ2m近い巨大な板碑があり、「過ぎし年の11月下旬、煙とともにあのおだやかな姿を消し、黄泉の国に赴いた陸奥守入道」の菩提を弔う趣旨の願文が彫り込まれており、陸奥守であった泰盛のための板碑であろうと見られている。
『北条貞時寄進状』には、源家重代の刀として伝えられる髭切について、源頼朝が上洛した時にある貴い人のお守りとして進上し、その後ある霊社に奉斎されていたが、後に泰盛が探し出して所持していた。泰盛が霜月騒動で滅亡すると執権北条貞時の手に渡り、貞時は「赤地の錦袋」に包んで法華堂に奉納したと書かれている。
兼好法師の随筆集『徒然草』には泰盛が馬の名人であった事を語るエピソードがある（第185段）。
平安時代に作られた名刀の鶴丸国永も安達氏が所有していたという。霜月騒動後に貞時の手に渡り、その後は織田信長、仙台伊達家などが所有したとされる。明治34年（1901年）に伊達家から明治天皇へ献上されている。

## 関連作品
映画
- 『蒙古襲来 敵国降伏』（松竹、1937年） - 演 ： 鹿島英二郎 ※役名は「秋田城之介入道浄心」
- 『かくて神風は吹く』（大映、1944年） - 演 ： 伊原史郎・原聖四郎 ※役名は「安藤泰盛」

テレビドラマ
- 『太平記』（NHK大河ドラマ、1991年） - 演 ： 加賀邦男
- 『北条時宗』（NHK大河ドラマ、2001年） - 演 ： 柳葉敏郎